# Gemma Punk
Gemma Punk OCist (* 31. März 1927 in Zirc, Ungarn als Maria Punk) ist eine ungarische Zisterzienserin. Sie war ab 1946 Priorin, von 1971 bis 2022 erste Äbtissin der Zisterzienserinnenabtei Regina Mundi in Érd bei Budapest.

## Ordensleben

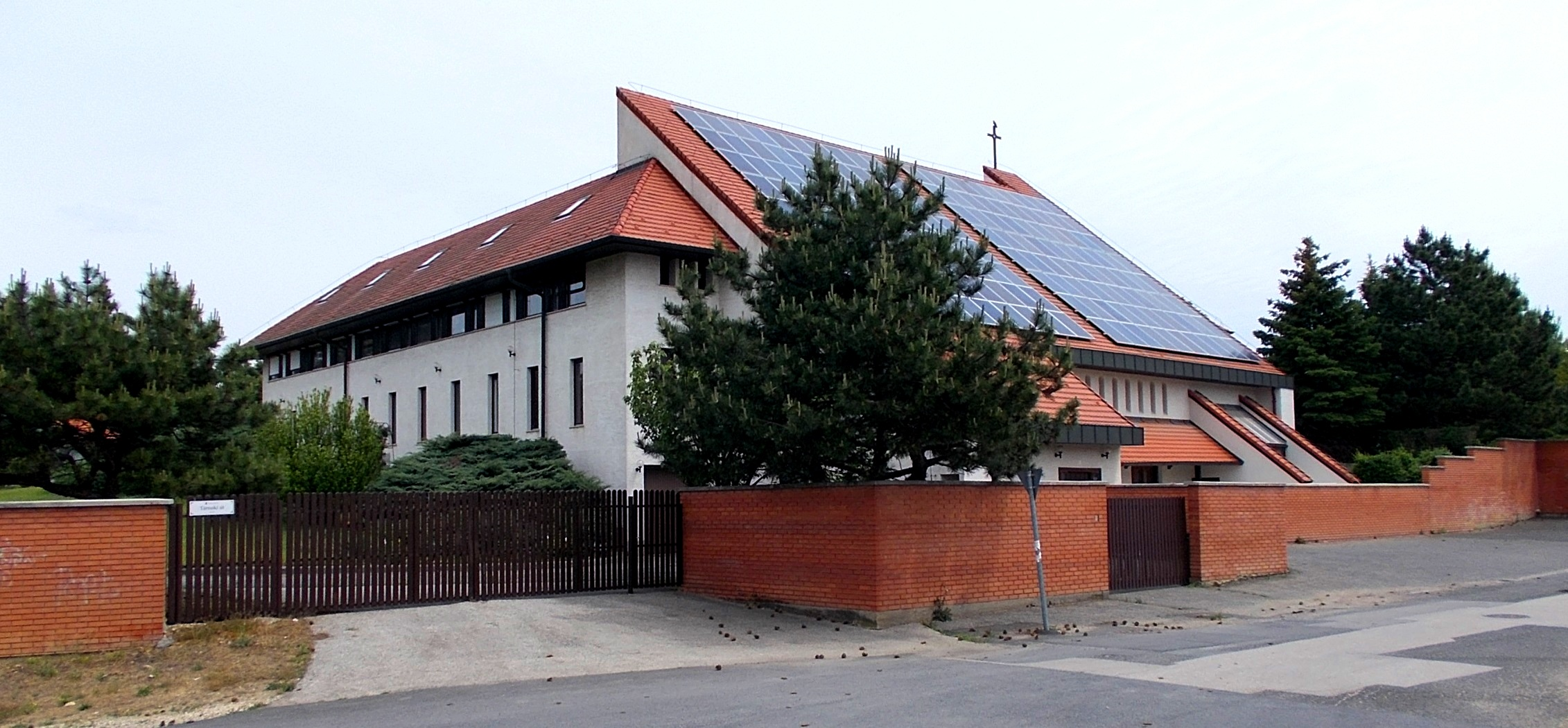
Zisterzienserinnenabtei Regina Mundi in Érd

Punk wurde als Tochter von János Punk und Magdolna Vaderna geboren und absolvierte eine Hochschulausbildung für Religionslehrer bei den Maria-Ward-Schwestern. 1945 trat sie in das von Kardinal József Mindszenty konstituierte Zisterzienserinnenkloster bei Nagyesztergár (unweit von Zirc) ein, wo sie den Ordensnamen Gemma (Gabriela) erhielt und das Noviziat begann. Nach ihrer einfachen Profess 1946 wurde die erst 19-jährige Punk mit dem Amt der Priorin betraut. 1950 folgte sie ihren Mitschwestern im Zuge der kommunistischen Klosterauflösungen in den Untergrund und setzte ab 1951 das monastische Leben in Érd fort.
Am 15. Dezember 1971 empfing Punk heimlich durch den Zircer Abt Vendel Endrédy in der Territorialabtei Pannonhalma die Äbtissinnenweihe. Ihr Wahlspruch lautete „Sanctitate et fortitudine“ („Mit Heiligkeit und Mut“). Um sich und ihren Konvent vor kommunistischen Repressalien zu schützen, arbeitete Punk von 1962 bis 1982 im Gastgewerbe. Ihr großes Verdienst ist der Bau des Klosters sowie der Kirche von Regina Mundi, die großteils in Eigenarbeit und durch Spenden errichtet wurde. Am 11. September 1993 fand die Kirchweihe statt. 2022 resignierte Punk 95-jährig von ihrem Abbatiat.
Am 5. Februar 2022 wählte der Konvent von Regina Mundi Priorin Rafaela Kastelik zur zweiten Äbtissin.

## Auszeichnungen (in Auswahl)
- Ehrenbürgerin von Érd (2008)[1]
- Zivilabteilung des Ritterkreuz des Verdienstordens der Ungarischen Republik (2011)[1]
- Mindszenty-Gedenkmedaille (2015)[1]